# Görögország az 1972. évi nyári olimpiai játékokon
Görögország az NSZK-beli Münchenben megrendezett 1972. évi nyári olimpiai játékok egyik részt vevő nemzete volt. Az országot az olimpián 9 sportágban 60 sportoló képviselte, akik összesen 2 érmet szereztek.

## Érmesek
| Érem  | Versenyző             | Sportág    | Versenyszám        |
| ----- | --------------------- | ---------- | ------------------ |
| Ezüst | Pétrosz Galaktópulosz | Birkózás   | Kötöttfogás, 74 kg |
| Ezüst | Ilíasz Hadzipavlísz   | Vitorlázás | Finn dingi         |

## Atlétika
Férfi
| Versenyző                   | Versenyszám    | Előfutam | Előfutam | Előfutam | Negyeddöntő | Negyeddöntő | Negyeddöntő | Elődöntő         | Elődöntő         | Elődöntő         | Döntő   | Döntő    |
| Versenyző                   | Versenyszám    | Idő      | Hely.    | Össz.    | Idő         | Hely.       | Össz.       | Idő              | Hely.            | Össz.            | Idő     | Helyezés |
| --------------------------- | -------------- | -------- | -------- | -------- | ----------- | ----------- | ----------- | ---------------- | ---------------- | ---------------- | ------- | -------- |
| Vaszíliosz Papajeorgópulosz | 100 m          | 10,24    | 1.       | 1.       | 10,45       | 3.          | 17.*        | nem állt rajthoz | nem állt rajthoz | nem állt rajthoz | kiesett | kiesett  |
| Kiriákosz Oniszifóru        | 400 m          | 46,94    | 3.       | 32.      | 47,22       | 8.          | 34.         | kiesett          | kiesett          | kiesett          | kiesett | kiesett  |
| Szpíliosz Zaharópulosz      | 1500 m         | 3:43,8   | 2.       | 29.      |             |             |             | 3:43,5           | 8.               | 22.              | kiesett | kiesett  |
| Sztávrosz Dziordzísz        | 400 m gát      | 50,54    | 2.       | 17.      |             |             |             | 50,06            | 4.               | 10.              | 49,66   | 6.*      |
| Szpirídon Kondoszórosz      | 3000 m akadály | 8:41,0   | 8.       | 28.      |             |             |             |                  |                  |                  | kiesett | kiesett  |
| Panajótisz Nakópulosz       | 3000 m akadály | 8:48,4   | 10.      | 38.      |             |             |             |                  |                  |                  | kiesett | kiesett  |

| Versenyző               | Versenyszám   | Selejtező | Selejtező | Döntő    | Döntő    |
| Versenyző               | Versenyszám   | Eredmény  | Helyezés  | Eredmény | Helyezés |
| ----------------------- | ------------- | --------- | --------- | -------- | -------- |
| Joánisz Kuszúlasz       | Magasugrás    | 212 cm    | 26.       | kiesett  | kiesett  |
| Vaszíliosz Papadimitríu | Magasugrás    | 215 cm    | 3.**      | 215 cm   | 12.*     |
| Hrísztosz Papanikoláu   | Rúdugrás      | 500 cm    | 13.       | 500 cm   | 11.      |
| Lukász Luká             | Súlylökés     | 17,48 m   | 25.       | kiesett  | kiesett  |
| Jeórjiosz Jeorjádisz    | Kalapácsvetés | 63,58 m   | 26.       | kiesett  | kiesett  |
| Sztávrosz Mutafcídisz   | Kalapácsvetés | 67,22 m   | 13.       | 68,30 m  | 15.      |

* - egy másik versenyzővel azonos időt/eredményt ért el

** - nyolc másik versenyzővel azonos eredményt ért el

## Birkózás
Kötöttfogású
| Versenyző             | Versenyszám | 1. forduló                          | 2. forduló                            | 3. forduló                                 | 4. forduló                        | 5. forduló                | 6. forduló        | 7. forduló        | Döntő                                     | Helyezés    |
| Versenyző             | Versenyszám | Ellenfél Eredmény                   | Ellenfél Eredmény                     | Ellenfél Eredmény                          | Ellenfél Eredmény                 | Ellenfél Eredmény         | Ellenfél Eredmény | Ellenfél Eredmény | Ellenfél Eredmény                         | Helyezés    |
| --------------------- | ----------- | ----------------------------------- | ------------------------------------- | ------------------------------------------ | --------------------------------- | ------------------------- | ----------------- | ----------------- | ----------------------------------------- | ----------- |
| Szotírisz Véndasz     | 48 kg       | Raimo Hirvonen (FIN) · 3-1          | Bernard Szczepański (POL) · kétvállas | Lorenzo Calafiore (ITA) · 3-1              | kiesett                           | kiesett                   |                   |                   | kiesett                                   | helyezetlen |
| Vaszíliosz Ganótisz   | 52 kg       | Leonel Duarte (POR) · kétvállas     | Ahmet Tren (TUR) · 2-2                | Enrique Jiménez (MEX) · kétvállas          | Doncsecz József (HUN) · kétvállas | kiesett                   |                   |                   | kiesett                                   | helyezetlen |
| Óthon Moszhídisz      | 57 kg       | Ibrahim Sayed (EGY) · visszalépett  | Jan Neckář (TCH) · 3-1                | Chimedbazaryn Damdinsharav (MGL) · 2.5-2.5 | Rusztam Kazakov (URS) · kétvállas | kiesett                   | kiesett           | kiesett           | kiesett                                   | helyezetlen |
| Sztéliosz Mijákisz    | 62 kg       | Mohammad Ebrahimi (AFG) · kétvállas | Jakob Tanner (SUI) · kétvállas        | Kazimierz Lipień (POL) · kétvállas         | Jemal Megrelishvili (URS) · 1-3   | Georgi Markov (BUL) · 3-1 | kiesett           |                   | kiesett                                   | 7.          |
| Szotíriosz Nákosz     | 68 kg       | Mohammad Dalirian (IRI) · 3-1       | Andrzej Supron (POL) · kétvállas      | kiesett                                    | kiesett                           | kiesett                   | kiesett           |                   | kiesett                                   | helyezetlen |
| Pétrosz Galaktópulosz | 74 kg       | Constant Bens (BEL) · kétvállas     | Viktor Igumenov (URS) · 2-2           | Franz Berger (AUT) · 1-3                   | Eero Tapio (FIN) · kétvállas      | erőnyerő                  |                   |                   | 1. mérkőzés · Vítězslav Mácha (TCH) · 3-1 |             |

Szabadfogású
| Versenyző                | Versenyszám | 1. forduló                         | 2. forduló                                            | 3. forduló                               | 4. forduló                      | 5. forduló        | 6. forduló        | 7. forduló        | Döntő             | Helyezés    |
| Versenyző                | Versenyszám | Ellenfél Eredmény                  | Ellenfél Eredmény                                     | Ellenfél Eredmény                        | Ellenfél Eredmény               | Ellenfél Eredmény | Ellenfél Eredmény | Ellenfél Eredmény | Ellenfél Eredmény | Helyezés    |
| ------------------------ | ----------- | ---------------------------------- | ----------------------------------------------------- | ---------------------------------------- | ------------------------------- | ----------------- | ----------------- | ----------------- | ----------------- | ----------- |
| Jeórjiosz Hadziioanídisz | 57 kg       | Richard Sanders (USA) · kétvállas  | Hszü Csin-hsziung (Hsu Chin-Hsiung) (ROC) · kétvállas | Zbigniew Żedzicki (POL) · kétvállas      | kiesett                         | kiesett           | kiesett           | kiesett           | kiesett           | helyezetlen |
| Panajótisz Kucupákisz    | 62 kg       | Joseph Burge (GUA) · kétvállas     | Vicente Martínez (MEX) · 1-3                          | Samseddin Szajed-Abbaszi (IRI) · 3.5-0.5 | kiesett                         | kiesett           | kiesett           |                   | kiesett           | helyezetlen |
| Sztéfanosz Joanídisz     | 68 kg       | Georges Carbasse (FRA) · kétvállas | Udo Schröder (GDR) · 1-3                              | Dan Gable (USA) · kétvállas              | Włodzimierz Cieślak (POL) · 3-1 | kiesett           |                   |                   | kiesett           | helyezetlen |

## Ökölvívás
| Versenyző               | Versenyszám   | Selejtező               | 32-es főtábla                | Nyolcaddöntő                | Negyeddöntő       | Elődöntő          | Döntő             | Helyezés |
| Versenyző               | Versenyszám   | Ellenfél Eredmény       | Ellenfél Eredmény            | Ellenfél Eredmény           | Ellenfél Eredmény | Ellenfél Eredmény | Ellenfél Eredmény | Helyezés |
| ----------------------- | ------------- | ----------------------- | ---------------------------- | --------------------------- | ----------------- | ----------------- | ----------------- | -------- |
| Ángelosz Theotokátosz   | Pehelysúly    | Lema Yemane (ETH) · 5-0 | Louis Self (USA) · 0-5       | kiesett                     | kiesett           | kiesett           | kiesett           | 17.      |
| Panajótisz Therianósz   | Váltósúly     | erőnyerő                | Manfred Wolke (GDR) · 1-4    | kiesett                     | kiesett           | kiesett           | kiesett           | 17.      |
| Evángelosz Ikonomákosz  | Nagyváltósúly | erőnyerő                | Nicolas Aquilino (PHI) · 5-0 | Dieter Kottysch (FRG) · 0-5 | kiesett           | kiesett           | kiesett           | 9.       |
| Athanaszíosz Janópulosz | Középsúly     |                         | Nazif Kuran (TUR) · RSC      | kiesett                     | kiesett           | kiesett           | kiesett           | 17.      |

## Sportlövészet
Nyílt
| Versenyző             | Versenyszám       | Pont | Helyezés |
| --------------------- | ----------------- | ---- | -------- |
| Dimítriosz Kotrónisz  | Szabadpisztoly    | 539  | 38.      |
| Lámbisz Mánthosz      | Sportpuska, fekvő | 593  | 27.      |
| Joánisz Szkarafíngasz | Sportpuska, fekvő | 593  | 26.      |
| Paszhálisz Jeorjíu    | Skeet             | 192  | 8.       |
| Panajótisz Xanthákosz | Skeet             | 190  | 21.      |

## Súlyemelés
| Versenyző                   | Versenyszám | Nyomás   | Nyomás   | Szakítás | Szakítás | Lökés    | Lökés    | Összesen | Helyezés |
| Versenyző                   | Versenyszám | Eredmény | Helyezés | Eredmény | Helyezés | Eredmény | Helyezés | Összesen | Helyezés |
| --------------------------- | ----------- | -------- | -------- | -------- | -------- | -------- | -------- | -------- | -------- |
| Elefthériosz Sztefanudákisz | 67,5 kg     | 117,5    | 20.      | 120,0    | 11.      | 142,5    | 17.      | 380,0    | 17.      |
| Panajótisz Szpíru           | 75 kg       | 145,0    | 12.      | 117,5    | 18.      | 167,5    | 10.      | 430,0    | 12.      |
| Hrísztosz Jakóvu            | 82,5 kg     | 170,0    | 2.       | 137,5    | 8.       | 182,5    | 6.       | 490,0    | 5.       |
| Níkosz Iliádisz             | 90 kg       | 155,0    | 11.      | 135,0    | 12.      | 180,0    | 9.       | 470,0    | 11.      |

## Úszás
Férfi
| Versenyző                 | Versenyszám    | Előfutam | Előfutam | Előfutam | Elődöntő | Elődöntő | Elődöntő | Döntő   | Döntő    |
| Versenyző                 | Versenyszám    | Idő      | Hely.    | Össz.    | Idő      | Hely.    | Össz.    | Idő     | Helyezés |
| ------------------------- | -------------- | -------- | -------- | -------- | -------- | -------- | -------- | ------- | -------- |
| Dimítriosz Theodorópulosz | 400 m gyors    | 4:30,54  | 7.       | 42.      |          |          |          | kiesett | kiesett  |
| Dimítriosz Theodorópulosz | 1500 m gyors   | kizárták | kizárták | kizárták |          |          |          | kiesett | kiesett  |
| Theódorosz Kutumánisz     | 100 m mell     | 1:12,05  | 7.       | 40.      | kiesett  | kiesett  | kiesett  | kiesett | kiesett  |
| Dimítriosz Karídisz       | 100 m pillangó | 1:00,06  | 7.       | 26.      | kiesett  | kiesett  | kiesett  | kiesett | kiesett  |

Női
| Versenyző      | Versenyszám  | Előfutam | Előfutam | Előfutam | Elődöntő | Elődöntő | Elődöntő | Döntő   | Döntő    |
| Versenyző      | Versenyszám  | Idő      | Hely.    | Össz.    | Idő      | Hely.    | Össz.    | Idő     | Helyezés |
| -------------- | ------------ | -------- | -------- | -------- | -------- | -------- | -------- | ------- | -------- |
| Eléni Avlonítu | 400 m gyors  | 4:52,10  | 7.       | 26.      |          |          |          | kiesett | kiesett  |
| Eléni Avlonítu | 800 m gyors  | 10:10,88 | 7.       | 34.      |          |          |          | kiesett | kiesett  |
| Eléni Avlonítu | 200 m vegyes | 2:39,10  | 6.       | 40.      |          |          |          | kiesett | kiesett  |
| Eléni Avlonítu | 400 m vegyes | 5:32,49  | 7.       | 35.      |          |          |          | kiesett | kiesett  |
| Méri Joanídu   | 100 m mell   | 1:21,70  | 7.       | 36.      | kiesett  | kiesett  | kiesett  | kiesett | kiesett  |
| Méri Joanídu   | 200 m mell   | 2:53,53  | 5.       | 31.      |          |          |          | kiesett | kiesett  |

## Vitorlázás
Nyílt
| Versenyző                                             | Versenyszám     | Futam | Futam | Futam | Futam  | Futam  | Futam  | Futam | Pontszám | Helyezés |
| Versenyző                                             | Versenyszám     | 1     | 2     | 3     | 4      | 5      | 6      | 7     | Pontszám | Helyezés |
| ----------------------------------------------------- | --------------- | ----- | ----- | ----- | ------ | ------ | ------ | ----- | -------- | -------- |
| Ilíasz Hadzipavlísz                                   | Finn dingi      | 3,0   | 15,0  | 14,0  | 16,0   | 8,0    | (41,0) | 15,0  | 71,0     |          |
| Andóniosz Bónasz Hrísztosz Bónasz*                    | Repülő hollandi | 23,0  | 26,0  | 16,0  | 34,0   | (35,0) | 23,0   | 15,0  | 137,0    | 22.      |
| Joánisz Japalákisz Joánisz Kiúszisz Panajótisz Mihaíl | Sárkányhajó     | 19,0  | 13,0  | 16,0  | (24,0) | 23,0   | 20,0   |       | 91,0     | 17.      |

* – Az 5–7. futamokban Hrísztosz Bónasz helyett Anasztásziosz Vatísztasz ült a hajóban.

## Vívás
Férfi
| Versenyző               | Versenyszám       | Selejtező | Selejtező | Selejtező | Selejtező | Negyeddöntő       | Negyeddöntő | Elődöntő          | Elődöntő | Döntő             | Döntő   | Helyezés    |
| Versenyző               | Versenyszám       | 1. kör | 1. kör    | 2. kör | 2. kör    | Negyeddöntő       | Negyeddöntő | Elődöntő          | Elődöntő | Döntő             | Döntő   | Helyezés    |
| Versenyző               | Versenyszám       | Ellenfél Eredmény | Hely.     | Ellenfél Eredmény | Hely.     | Ellenfél Eredmény | Hely.       | Ellenfél Eredmény | Hely.    | Ellenfél Eredmény | Hely.   | Helyezés    |
| ----------------------- | ----------------- | --- | --------- | --- | --------- | ----------------- | ----------- | ----------------- | -------- | ----------------- | ------- | ----------- |
| Andréasz Vjenópulosz    | Tőr, egyéni       | 3. csoport · Uehara Kijosi (JPN) · 3-5 · Kamuti László (HUN) · 0-5 · Guillermo Saucedo (ARG) · 3-5 · Tănase Mureșanu (ROU) · 4-5 · Harald Hein (FRG) · 5-4 · Ali Sleiman (LIB) · 5-4 | 6.        | kiesett | kiesett   | kiesett           | kiesett     | kiesett           | kiesett  | kiesett           | kiesett | helyezetlen |
| Andréasz Vjenópulosz    | Párbajtőr, egyéni | 10. csoport · Kulcsár Győző (HUN) · 4-5 · Gerry Wiedel (CAN) · 2-5 · Peter Lötscher (SUI) · 4-5 · Stephen Netburn (USA) · 4-5 · Ivan Kemnitz (DEN) · 0-5                             | 6.        | kiesett | kiesett   | kiesett           | kiesett     | kiesett           | kiesett  | kiesett           | kiesett | helyezetlen |
| Panajótisz Durákosz     | Párbajtőr, egyéni | 9. csoport · Graham Paul (GBR) · 4-5 · Jean-Charles Seneca (MON) · 5-4 · James Melcher (USA) · 5-2 · Alain Anen (LUX) · 5-5 · Henryk Nielaba (POL) · 4-5                             | 2.        | 8. csoport · Peter Lötscher (SUI) · 4-5 · François Jeanne (FRA) · 3-5 · Morten von Krogh (NOR) · 4-5 · Reinhard Münster (DEN) · 5-3 · Jorge Castillejos (MEX) · 3-5 | 5.        | kiesett           | kiesett     | kiesett           | kiesett  | kiesett           | kiesett | helyezetlen |
| Joánisz Hadziszarándosz | Kard, egyéni      | 8. csoport · Vlagyimir Nazlimov (URS) · 3-5 · Janusz Majewski (POL) · 4-5 · Philippe Bena (FRA) · 1-5 · Manuel Ortíz (CUB) · 0-5 · Hermilo Leal (MEX) · 5-4                          | 5.        | kiesett | kiesett   | kiesett           | kiesett     | kiesett           | kiesett  | kiesett           | kiesett | helyezetlen |

## Vízilabda
| Görög férfi vízilabdacsapat-játékoskeret | Görög férfi vízilabdacsapat-játékoskeret                                                                            |
| --- | --- |
| - Periklísz Damászkosz - Kiriákosz Joszifídisz - Joánisz Karálogosz - Thomász Karalógosz - Dimítriosz Kónsztasz - Dimítriosz Kujevetópulosz | - Panajótisz Míhalosz - Joánisz Paliósz - Efsztáthiosz Szarándosz - Jeórjiosz Theodorakópulosz - Evángelosz Vúlcosz |

### Eredmények
Csoportkör
B csoport
| Csapat             | M | Gy | D | V | G+ | G– | Gk  | P |
| ------------------ | - | -- | - | - | -- | -- | --- | - |
| Magyarország (HUN) | 4 | 3  | 1 | 0 | 22 | 6  | +16 | 7 |
| NSZK (FRG)         | 4 | 2  | 2 | 0 | 21 | 13 | +8  | 6 |
| Hollandia (NED)    | 4 | 2  | 1 | 1 | 14 | 11 | +3  | 5 |
| Ausztrália (AUS)   | 4 | 0  | 1 | 3 | 14 | 27 | –13 | 1 |
| Görögország (GRE)  | 4 | 0  | 1 | 3 | 13 | 27 | –14 | 1 |

| 1972. augusztus 27. 16:00 | Görögország (GRE)    | 7 – 7 | Ausztrália (AUS) |  |
| 1972. augusztus 27. 16:00 | (3–3, 2–1, 1–2, 1–1) |       |                  |  |
| 1972. augusztus 27. 16:00 | Paliósz 3            |       | Hoad 4           |  |

| 1972. augusztus 29. 14:00 | Görögország (GRE)    | 1 – 6 | Magyarország (HUN) |  |
| 1972. augusztus 29. 14:00 | (0–3, 0–0, 0–2, 1–1) |       |                    |  |
| 1972. augusztus 29. 14:00 | Kujevetópulosz 1     |       | Faragó 2           |  |

| 1972. augusztus 30. 18:00 | NSZK (FRG)           | 8 – 3 | Görögország (GRE) |  |
| 1972. augusztus 30. 18:00 | (3–1, 3–1, 1–1, 1–0) |       |                   |  |
| 1972. augusztus 30. 18:00 | Nossek 4             |       | három játékos 1   |  |

| 1972. augusztus 31. 14:00 | Görögország (GRE)              | 2 – 6 | Hollandia (NED) |  |
| 1972. augusztus 31. 14:00 | (1–0, 0–2, 1–3, 0–1)           |       |                 |  |
| 1972. augusztus 31. 14:00 | Szarándosz, Theodorakópulosz 1 |       | Veer 3          |  |

| Csapat            | Helyezés |
| ----------------- | -------- |
| Görögország (GRE) | 14.      |